# Monoblastus rufeabdominus
Monoblastus rufeabdominus là một loài tò vò trong họ Ichneumonidae.